# Liste des lieux historiques nationaux du Canada au Nouveau-Brunswick
Voici la liste des lieux historiques nationaux du Canada (anglais : National Historic Sites of Canada) situé au Nouveau-Brunswick. En mars 2011, on compte 60 lieux historiques nationaux au Nouveau-Brunswick, dont huit sont administrés par Parcs Canada. Il y a aussi un lieu historique national qui a perdu sa valeur commémorative.
Les noms des sites correspondent à ceux donnés par la commission des lieux et monuments historiques du Canada, qui peuvent être différents de ceux donnés par le milieu local.

## Lieux historiques nationaux
| Lieu                                                      | Désignation | Municipalité                                   | Description | Photo                                                     |
| --------------------------------------------------------- | ----------- | ---------------------------------------------- | --- | --------------------------------------------------------- |
| 1 Chipman Hill                                            | 1984        | Saint-Jean 45° 16′ 27″ N, 66° 03′ 47″ O        | Bel ensemble d'habitations décorées de peintures murales intérieures                                                                            |                                                           |
| Ancienne résidence du gouverneur                          | 1958        | Fredericton 45° 57′ 56″ N, 66° 39′ 24″ O       | Résidence du représentant du roi; édifice de style néo-Georgien construit en 1826-1828                                                          |                                                           |
| Arrondissement historique de Marysville                   | 1993        | Fredericton 45° 58′ 44″ N, 66° 35′ 34″ O       | Importante ville industrielle d'une compagnie du XIXe siècle                                                                                    |                                                           |
| Arrondissement historique de St. Andrews                  | 1995        | Saint-Andrews 45° 04′ 26″ N, 67° 03′ 11″ O     | District distinctif planifié selon le style colonial anglais du XVIIIe siècle et où l'architecture est d'inspiration classique                  |                                                           |
| Blockhaus de St. Andrews                                  | 1962        | Saint-Andrews 45° 04′ 38″ N, 67° 03′ 43″ O     | Blockhaus en bois de la guerre de 1812; bâtiment restauré                                                                                       |                                                           |
| Boishébert                                                | 1930        | Derby 46° 58′ 00″ N, 65° 34′ 00″ O             | Colonie de réfugiés acadiens (1756-1759) |                                                           |
| Bureau de poste de St. Stephen                            | 1983        | Saint-Stephen 45° 11′ 33″ N, 67° 16′ 40″ O     | Édifice ancien, symbole de la présence fédérale                                                                                                 |                                                           |
| Cale sèche La Coupe                                       | 1933        | Pont-à-Buot 45° 51′ 48″ N, 64° 16′ 33″ O       | Lieu qui pourrait être représentatif des chantiers navals acadiens du XVIIIe siècle                                                             |                                                           |
| Cathédrale Christ Church                                  | 1981        | Fredericton 45° 57′ 26″ N, 66° 38′ 06″ O       | Exemple exceptionnel du style néo-gothique construit en 1845                                                                                    |                                                           |
| Chapelle St. Anne of Ease                                 | 1989        | Fredericton 45° 57′ 40″ N, 66° 38′ 54″ O       | Excellent exemple d'une chapelle ancienne de style néo-gothique (1846-47)                                                                       |                                                           |
| Complexe militaire de Frédéricton                         | 1960        | Fredericton 45° 57′ 45″ N, 66° 38′ 29″ O       | Important ensemble de bâtiments militaires de la colonie britannique                                                                            |                                                           |
| Construction navale à l'île Beaubears                     | 2001        | Derby 46° 58′ 23″ N, 65° 34′ 11″ O             | Site archéologique associé à la construction navale du XIXe siècle au Nouveau-Brunswick                                                         |                                                           |
| Église anglicane Christ Church                            | 1990        | Maugerville 45° 52′ 17″ N, 66° 26′ 47″ O       | Archétype d'une église paroissiale de style néo-gothique (1856)                                                                                 |                                                           |
| Église anglicane St. John / église en pierre              | 1989        | Saint-Jean 45° 16′ 34″ N, 66° 03′ 41″ O        | Église néo-gothique parmi les plus anciennes au Canada (1824-1825)                                                                              |                                                           |
| Église anglicane St. Luke                                 | 1994        | Quispamsis 45° 26′ 38″ N, 65° 59′ 17″ O        | Bon exemple d'église régional à la manière de Wren et Gibbs, 1831-1833                                                                          |                                                           |
| Église et presbytère Trinity                              | 1977        | Kingston 45° 30′ 09″ N, 65° 58′ 33″ O          | Église et presbytère anglicans les plus anciens encore debout du Nouveau-Brunswick (1787-1789)                                                  |                                                           |
| Église Greenock                                           | 1994        | Saint-Andrews 45° 04′ 37″ N, 67° 03′ 13″ O     | Bon exemple de maison de style palladien pouvant servir de lieu de réunion (1821-24)                                                            |                                                           |
| Église unie St. Paul                                      | 1990        | Fredericton 45° 57′ 35″ N, 66° 38′ 44″ O       | Belle église de style néo-gothique de l'apogée victorien (1886)                                                                                 |                                                           |
| Étals de harengs fumés de Seal Cove                       | 1995        | Grand Manan 44° 38′ 58″ N, 66° 50′ 26″ O       | Étals de harengs et structures connexes évoquant la pêche au hareng à la fin du XIXe siècle                                                     |                                                           |
| Filature de coton de Marysville                           | 1986        | Fredericton 45° 58′ 42″ N, 66° 35′ 20″ O       | Bâtiment industriel typique des usines de textile de la fin du XIXe siècle                                                                      |                                                           |
| Fort / habitation de Denys                                | 1952        | Sainte-Cécile 47° 52′ 53″ N, 64° 35′ 22″ O     | Poste de traite français du XVIIe siècle |                                                           |
| Fort Beauséjour – fort Cumberland                         | 1920        | Pont-à-Buot 45° 51′ 55″ N, 64° 17′ 25″ O       | Vestiges d'un fort français construit en 1750-1751; en 1755, il est tombé aux mains des troupes britanniques et de Nouvelle-Angleterre          |                                                           |
| Fort Charnisay                                            | 1923        | Saint-Jean 45° 15′ 43″ N, 66° 04′ 29″ O        | Entre 1645 et 1775, plusieurs forts français et anglais destinés à protéger l'embouchure de la rivière Saint-Jean se sont succédé à cet endroit |                                                           |
| Fort Gaspareaux                                           | 1920        | Baie-Verte 46° 02′ 28″ N, 64° 04′ 22″ O        | Ruines et cimetière militaires d'un fort français établi en 1751                                                                                |                                                           |
| Fort Howe                                                 | 1966        | Saint-Jean 45° 16′ 36″ N, 66° 04′ 23″ O        | Construit en 1777 pour défendre la rivière Saint John de l'attaque                                                                              |                                                           |
| Fort Jemseg                                               | 1927        | Cambridge 45° 47′ 00″ N, 66° 06′ 00″ O         | Emplacement d'un poste établi par les Anglais en 1659 et pris par les Hollandais en 1674                                                        |                                                           |
| Fort La Tour                                              | 1923 1989   | Saint-Jean 45° 16′ 22″ N, 66° 04′ 20″ O        | Emplacement d'un fort français, 1631 |                                                           |
| Fort Nashwaak (Naxoat)                                    | 1924        | Fredericton 45° 57′ 42″ N, 66° 37′ 33″ O       | Emplacement d'un fort français, 1692-1698 |                                                           |
| Fort Nerepis                                              | 1930        | Westfield 45° 22′ 13″ N, 66° 14′ 02″ O         | Endroit où un fort français fut construit sur l'emplacement d'un village autochtone, fort Boishébert                                            |                                                           |
| Gare du European and North American Railway à Rothesay    | 1976        | Rothesay 45° 23′ 22″ N, 65° 59′ 57″ O          | Exemple d'une gare construite suivant un modèle type (1858-60)                                                                                  |                                                           |
| Gare du Canadien Pacifique à McAdam                       | 1976        | McAdam 45° 35′ 20″ N, 67° 19′ 48″ O            | Vaste gare de style Château construite en 1900                                                                                                  |                                                           |
| Hôpital de la Marine                                      | 1989        | Miramichi 47° 01′ 20″ N, 65° 30′ 37″ O         | Le plus ancien hôpital de la Marine survivant au Canada, 1830-1831                                                                              | Hôpital de la Marine                                      |
| Hôtel de ville de Frédéricton                             | 1984        | Fredericton 45° 57′ 48″ N, 66° 38′ 36″ O       | Hôtel de ville à fonctions multiples construit en 1875-1876                                                                                     |                                                           |
| Île de La Vallière                                        | 1925        | Pont-à-Buot 45° 51′ 11″ N, 64° 16′ 40″ O       | Capitale de l'Acadie (1678-1684) |                                                           |
| Magasins militaires                                       | 2014        | Saint-Jean 45° 15′ 55″ N, 66° 03′ 15″ O        | |                                                           |
| Maison Belmont / maison R. Wilmot                         | 1975        | Lincoln 45° 52′ 17″ N, 66° 30′ 56″ O           | Maison où a vécu l'homme politique et père de la Confédération Robert Duncan Wilmot dans les années 1820                                        |                                                           |
| Maison Chandler / Rocklyn                                 | 1971        | Dorchester 45° 53′ 57″ N, 64° 30′ 58″ O        | Belle demeure de style néo-classique de l'homme politique et père de la Confédération Edward Barron Chandler                                    |                                                           |
| Maison Connell                                            | 1975        | Woodstock 46° 09′ 04″ N, 67° 34′ 30″ O         | Résidence dans le style néo-grec de Charles Connell, négociant en bois de construction et homme politique; vers 1840                            |                                                           |
| Maison Hammond                                            | 1990        | Sackville 45° 53′ 58″ N, 64° 22′ 36″ O         | Bel exemple du style néo-Queen Anne (1899) |                                                           |
| Maison loyaliste                                          | 1958        | Saint-Jean 45° 16′ 28″ N, 66° 03′ 41″ O        | Résidence construite vers 1820; style qui s'inspire de l'architecture de la Nouvelle-Angleterre                                                 |                                                           |
| Maison Tilley                                             | 1965        | Gagetown 45° 47′ 04″ N, 66° 08′ 41″ O          | Maison d'enfance de sir Samuel Leonard Tilley, père de la Confédération, bâtie dans les années 1790                                             |                                                           |
| Marché de Saint John                                      | 1986        | Saint-Jean 45° 16′ 25″ N, 66° 03′ 35″ O        | Exemple rare d'un marché du XIXe siècle encore en usage de nos jours; style Second Empire                                                       |                                                           |
| Minister's Island                                         | 1996        | Chamcook 45° 06′ 25″ N, 67° 02′ 30″ O          | Paysage culturel; domaine d'utilisation saisonnière bâti à la fin du XIXe siècle par sir William Van Horne                                      |                                                           |
| Monument-Lefebvre                                         | 1994        | Memramcook 45° 58′ 45″ N, 64° 34′ 03″ O        | Édifice polyvalent, symbole de la renaissance culturelle acadienne                                                                              |                                                           |
| Observatoire William-Brydone-Jack                         | 1954        | Fredericton 45° 56′ 53″ N, 66° 38′ 26″ O       | Premier observatoire d'astronomie érigié au Canada, 1851                                                                                        |                                                           |
| Oxbow                                                     | 1982 2000   | Metepenagiag 46° 57′ 12″ N, 65° 50′ 50″ O      | Document archéologique datant de 3000 ans, dans un bel état de conservation                                                                     |                                                           |
| Palais de justice du comté de Charlotte                   | 1981        | Saint-Andrews 45° 04′ 32″ N, 67° 02′ 58″ O     | Beau spécimen ancien des palais de justice des Maritimes                                                                                        |                                                           |
| Palais de justice du comté de Saint John                  | 1974        | Saint-Jean 45° 16′ 25″ N, 66° 03′ 25″ O        | Édifice ancien, symbole de la justice du temps de la colonie britannique                                                                        |                                                           |
| Palais de justice du comté de York                        | 1981        | Fredericton 45° 57′ 39″ N, 66° 38′ 15″ O       | Vieux palais de justice en brique |                                                           |
| Pavillon des Arts                                         | 1951        | Fredericton 45° 56′ 54″ N, 66° 38′ 29″ O       | Le plus vieux édifice universitaire encore en usage au Canada, 1826-1827                                                                        |                                                           |
| Phare de Miscou Island                                    | 1974        | Miscou 48° 00′ 32″ N, 64° 29′ 28″ O            | Phare colonial de forme octogonale de la baie des Chaleurs                                                                                      |                                                           |
| Pont couvert de Hartland                                  | 1977        | Hartland 46° 17′ 48″ N, 67° 31′ 49″ O          | Le plus long pont couvert qui existe encore dans le monde                                                                                       |                                                           |
| Poste d'incendie de la No. 2 Mechanics' Volunteer Company | 1995        | Saint-Jean 45° 16′ 24″ N, 66° 03′ 24″ O        | Caserne de pompiers du XIXe siècle de style néo-classique pour les pompes à incendie manuelles                                                  | Poste d'incendie de la No. 2 Mechanics' Volunteer Company |
| Rue Prince William                                        | 1981        | Saint-Jean 45° 16′ 14″ N, 66° 03′ 42″ O        | Importante rue commerçante bordée de l'architecture de la fin du XIXe siècle                                                                    |                                                           |
| Sites archéologiques Minister's Island                    | 1978        | Chamcook 45° 06′ 04″ N, 67° 02′ 38″ O          | Amas coquillier de la pré-contact, de l'an 500 av. J.-C. à l'an 1500 apr. J.-C.                                                                 |                                                           |
| Station de quarantaine de l'île Partridge                 | 1974        | Saint-Jean 45° 14′ 21″ N, 66° 03′ 12″ O        | Établie en 1830 pour empêcher la propagation de la variole                                                                                      |                                                           |
| Temple libre                                              | 1990        | Moncton 46° 05′ 38″ N, 64° 46′ 26″ O           | Temple construit en 1821, symbole de l'esprit œcuménique                                                                                        | Temple libre                                              |
| Théâtre Impérial / Bi-Capitol                             | 1985        | Saint-Jean 45° 16′ 22″ N, 66° 03′ 28″ O        | Grand théâtre qui servait à la fois de salle de spectacles et de théâtre des variétés (1912-1923)                                               |                                                           |
| Tour Martello de Carleton                                 | 1930        | Saint-Jean 45° 15′ 08″ N, 66° 04′ 34″ O        | Fortification construite pour défendre Saint John pendant la guerre de 1812                                                                     |                                                           |
| Tumulus Augustine                                         | 1975        | Metepenagiag 46° 57′ 18″ N, 65° 50′ 00″ O      | Tertre funéraire de la période pré-contact |                                                           |
| Village indien de Médoctec / fort Meductic                | 1924        | Woodstock 46° 01′ 32″ N, 67° 32′ 23″ O         | Principal établissement malécite |                                                           |
| Wolastoq                                                  | 2011        | Fleuve Saint-Jean 45° 58′ 22″ N, 66° 45′ 06″ O | | Fleuve Saint-Jean à Fredericton                           |

## Lieux historiques nationaux ayant perdu leur intégrité commémorative
| Lieu                                | Désignation | Municipalité | Raison                           | Photo |
| ----------------------------------- | ----------- | ------------ | -------------------------------- | ----- |
| Ancienne Prison du comté de Sunbury | 1985        | Burton       | Déménagée (1989), démolie (1992) |       |